# Bactrocera paratra
Bactrocera paratra
 es una especie de insecto díptero que Chao y Lin describieron científicamente por primera vez en 1993. Esta especie pertenece al género Bactrocera de la familia Tephritidae. 